# Camions Bernard
Pour les articles homonymes, voir Bernard.
 Camions Bernard est une entreprise française fondée en 1923 qui a conçu et construit des camions jusqu'à sa disparition en 1967.

## Historique
L'entreprise fut créée par Édouard Bernard en 1923, sous le nom de Société des bennes basculantes, pour exploiter un brevet de benne basculante hydraulique et construire des camions.
En 1926, Édouard Bernard vend son brevet à Fernand Genèvre son principal concurrent, ce qui lui permet de disposer des fonds pour acheter un terrain à Arcueil et construire une usine. La société se finance également par l'épargne publique sous forme d'augmentations de capital.
Un autocar « Bernard » gagne le rallye Paris-Nice de 1927, rallye réservé à des véhicules de transport, mais l'entreprise se concentre ensuite sur la production de camions avec un prix élevé, robustes et fiables, le haut-de-gamme du poids-lourd, correspondant aux besoins des transporteurs à longue distance.
Pour promouvoir ses produits, Édouard Bernard lance des lignes de transports de marchandises, Paris-Marseille et Paris-Nantes, pour concurrencer les transports ferroviaires avec les slogans : « Paris-Marseille en 20 heures » et « les paysans ne regardent plus l'heure au soleil mais au Bernard qui passe. »

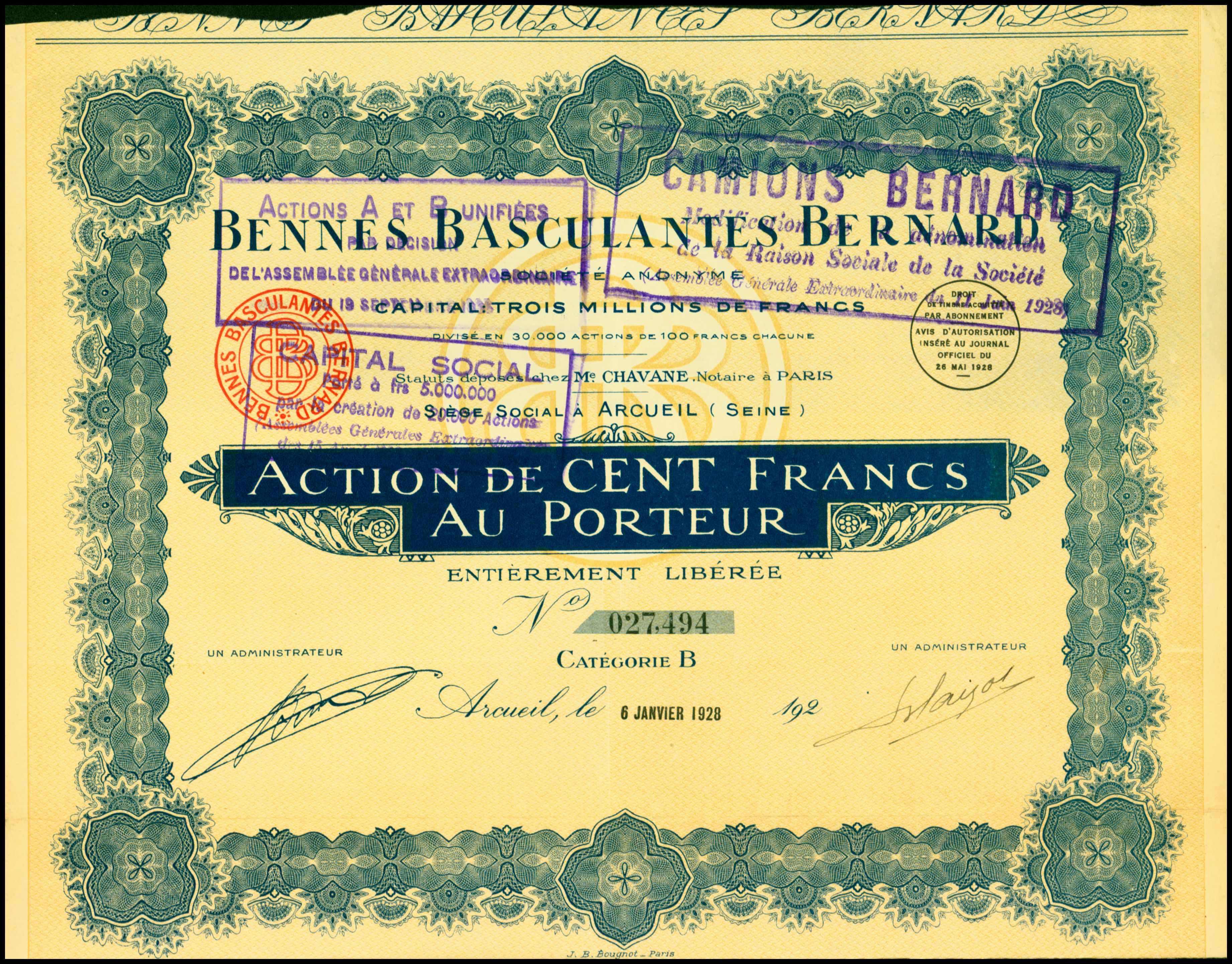
Action des camions Bernard.

Les moteurs à essence six cylindres Lycoming de ses premiers camions, étant gros consommateurs, il va équiper ses véhicules à partir de 1933 de moteurs diesel quatre temps anglais Gardner à injection directe fabriqués sous licence.
En 1946, l'entreprise est associée aux firmes Delahaye, Unic et Laffly à travers le groupement Générale française automobile, dans le cadre du plan Pons. La fabrication dans l'usine d'Arcueil reste néanmoins artisanale, avec une production limitée à 186 véhicules en 1946, et 290 en 1949 : avec seulement deux modèles de 19 et 26 tonnes et un tracteur routier de 32 tonnes, produit par 360 ouvriers.
Édouard Bernard fait appel au dieseliste Charles Kuntzmann pour concevoir un moteur plus puissant que le Gardner.
Après la disparition de son fondateur à 60 ans le 26 août 1951, l'entreprise connaît des difficultés. Raymond et Charles Bernard, les fils du fondateur, en prennent la direction dès 1957 et modernisent l'aspect des camions, avec l'adoption de cabines avancées, mais ne peuvent éviter le dépôt de bilan en 1959. L'entreprise a 450 salariés à cette date. Un concordat pour échelonner les dettes sur dix ans est signé. Le redressement de la situation financière en 1962 permet une reprise en 1963 par la société Mack Trucks. Les fabrications Bernard sont poursuivies dans un premier temps, mais l'entreprise monte également des châssis américains Mack.
La situation se dégrade dans un marché très concurrentiel et l'entreprise est mise en liquidation judiciaire en 1967.
Entre-temps, Raymond et Charles Bernard fondent la « Société de Réparations de Véhicules », puis « Diesel Entreprise », qui fabrique des pièces détachées spécifiques, pendant plusieurs années, pour les réparations et l'entretien des camions Bernard, en circulation après la disparition de l'entreprise,.

## Camion Bernard DI6C.53 porte chars
Le 3 septembre 1939, à la suite de l'agression de la Pologne par l'armée nazie, la Grande-Bretagne puis la France déclarent la guerre à l'Allemagne.
L'armée française est prise de court car elle ne dispose pas de camions porte chars en quantité suffisante, quelques rares Berliet GPE4 sur les 20 dont elle disposait. Le 14 septembre 1939, en urgence, une commande de guerre est passée à Bernard avec des spécifications précises pour un camion porte-chars de 15 à 16 tonnes de charge utile. Le prototype, basé sur le châssis civil DI 6C, est présenté à Vincennes le 13 novembre 1939. Malgré une puissance trop faible de 110 ch au lieu des 150 exigés, il donne globalement satisfaction sauf sur un point important, contraire au programme et auquel l'armée ne voulait pas déroger : le camion est un 6x2, avec un seul essieu arrière moteur alors qu'il devait contractuellement être un 6x4 avec les deux essieux arrière moteurs.
Faute de temps, aucune modification ne sera effectuée sur les camions port-chars fabriqués. Sur les 430 exemplaires commandés, seulement 73 ont été livrés : les 60 premiers de mars à fin mai 1940. Au 8 juin 1940, sur le dernier état retrouvé, sur les 20 camions du 4e lot : 1 était livré et 12 terminés. 7 (+2 du 5e lot) étaient encore en carrosserie. Aucun autre camion ne sera livré.
Caractéristiques techniques :
- Poids à vide : 11,76 t
- Longueur : 5,80 m
- Largeur : 2,50 m
- Hauteur : 1,40 m
- Moteur Diesel 6 cylindres, 8 350 cm3, 110 Ch
- Vitesse maximum : 48 km/h